# Nieuwe Meer (Haarlemmermeer)
Nieuwe Meer is een buurtschap in de gemeente Haarlemmermeer, in de Nederlandse provincie Noord-Holland. Het ligt aan de Ringvaart van de Haarlemmermeerpolder, tegenover het Nieuwe Meer, tussen Badhoevedorp en Schiphol-Oost.
De buurtschap wordt grotendeels gevormd door de Nieuwemeerdijk, soms ook geschreven als Nieuwe Meerdijk. De rijksweg A4 doorkruist de buurtschap evenals zijn voorganger de Oude Haagseweg. De Oude Haagseweg wordt tegenwoordig als busbaan gebruikt voor het R-net en het Schipholnet, en ook als toegangsweg naar de aldaar gelegen golfbaan The International.
Het noordwestelijke deel van Nieuwe Meer ligt op een stuk land dat ouder is dan de Haarlemmermeerpolder. Oorspronkelijk maakte deze strook land deel uit van de in 1636 ontstane Riekerpolder, die nog steeds aan de overkant van de Ringvaart ligt. Dit stukje hoger gelegen oud land wordt aan de zuidkant afgebakend door de Koekoekslaan en aan de westkant door de Meidoornweg in Badhoevedorp, aan de andere kant van de A4.
In de zomermaanden vaart de veerpont 'Ome Piet' (genoemd naar de vroegere pontbaas Piet Eilander, 1906-1993) voor voetgangers en fietsers vanaf de Nieuwemeerdijk over de Ringvaart naar de Koenenkade in het Amsterdamse Bos.

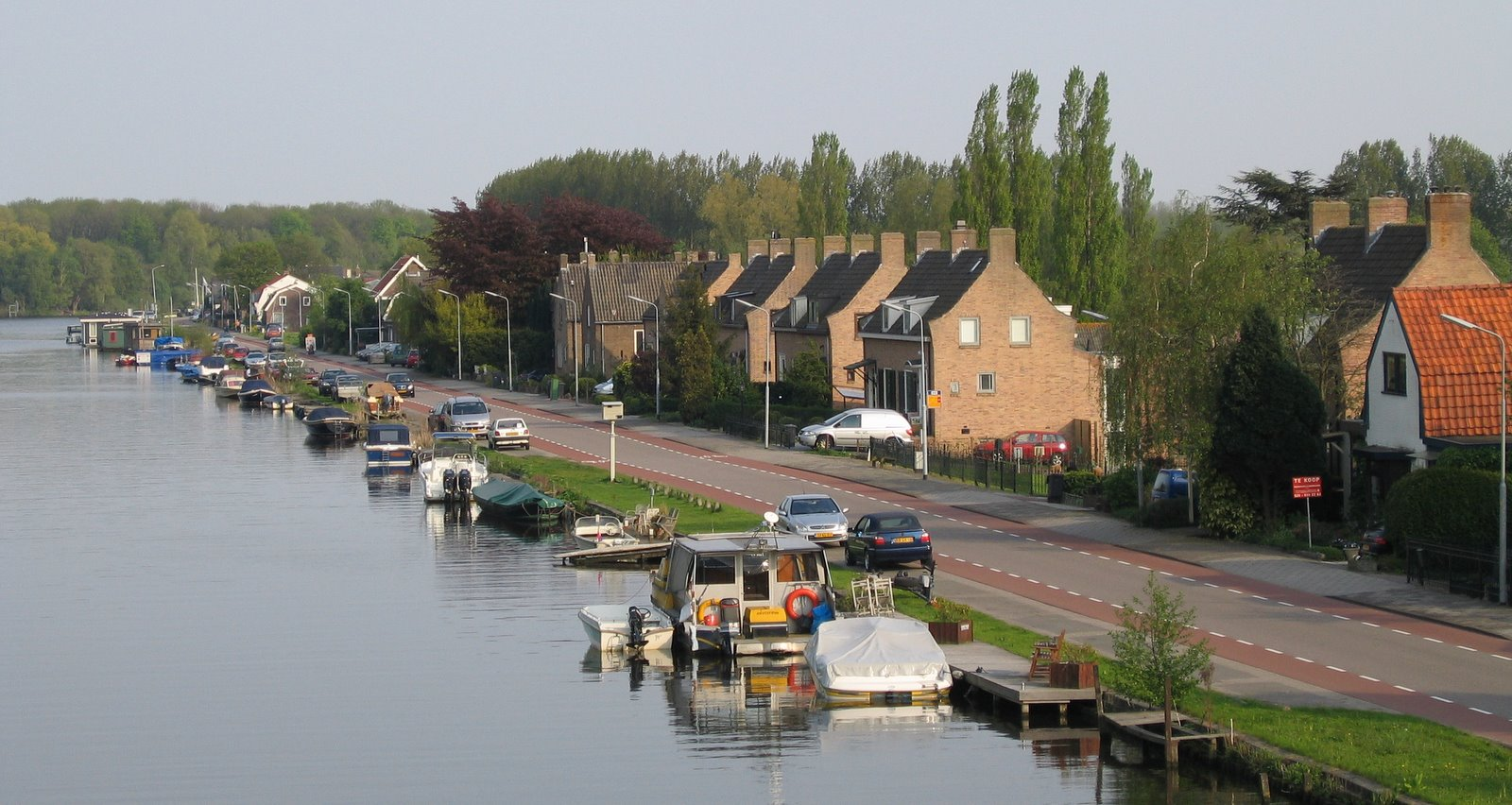
De Ringvaart en de Nieuwemeerdijk, gezien in zuidoostelijke richting vanaf de Oude Haagsebrug